# ステイ (映画)
『ステイ』（Stay）は、2005年のアメリカ合衆国のサイコスリラー映画。
監督はマーク・フォースター、出演はユアン・マクレガー、ナオミ・ワッツ、ライアン・ゴズリングなど。
自殺予告をする謎に満ちた青年、彼を救おうと必死になる精神科医、精神科医の恋人で不安定な精神状態の女性を中心に現実が奇妙に歪みだす心理スリラー。

## ストーリー
精神科の医師であるサム・フォスター（ユアン・マクレガー）が担当していた患者、ヘンリー・レサム（ライアン・ゴズリング）が自殺する日時を予告して姿を消した。サムは彼を救うため必死で行方を探す。

## キャスト
| 役名                   | 俳優                     | 日本語吹替 |
| ---------------------- | ------------------------ | ---------- |
| サム・フォスター       | ユアン・マクレガー       | 森川智之   |
| ヘンリー・レサム       | ライアン・ゴズリング     | 三木眞一郎 |
| ライラ                 | ナオミ・ワッツ           | 井上喜久子 |
| レオン・パターソン医師 | ボブ・ホスキンス         | 中庸助     |
| ベス・レヴィ医師       | ジャニーン・ガラファロー | 唐沢潤     |
| レン医師               | B・D・ウォン             |            |

## 作品の評価
Rotten Tomatoesによれば、122件の評論のうち高評価は26%にあたる32件で、平均点は10点満点中4.7点、批評家の一致した見解は「ごちゃごちゃした頭の体操である『ステイ』は、堅実なキャストと革新的なビジュアルを持ちながら、表面上はほとんど何もしていない。」となっている。
Metacriticによれば、29件の評論のうち、高評価は6件、賛否混在は15件、低評価は8件で、平均点は100点満点中41点となっている。